# Abû Is-hâq Ash Shâtibî
 (octobre 2017).
Si vous disposez d'ouvrages ou d'articles de référence ou si vous connaissez des sites web de qualité traitant du thème abordé ici, merci de compléter l'article en donnant les références utiles à sa vérifiabilité et en les liant à la section « Notes et références ».
Al Imâm Abû Is-hâq Ibrâhîm Ibn Mûsâ Ibn Muhammad Ash Shâtibî Al Andalusî (ابو اسحاق ابراهيم ابن موسا ابن محمد الشاطبي الاندلسي). Il naquit à Shâtibah (Xàtiva) et mourut en août 1388 (chaabane 790 de l'Hégire) à Gharanât (Grenade , en Andalousie).
Il fut un célèbre théologien et juriste Malikite spécialisé dans les fondements de la jurisprudence. Il étudia notamment auprès des imams Abul Qâsim As Sattî, Abû 'Abdi Llâh At Tilimsânî, Jalîl Ibn Marzûq, Abû 'Alî Az Zidawî et Abul 'Abbâs Al Qabbâb.

## Son œuvre
Parmi ses principaux ouvrages se trouvent :
- Al Ifâdât Ul Inshâdât (traitant de la littérature)
- Al Muwâfaqât Fî °Usûl Ish Sharî'ah (traitant des fondements de la jurisprudence islamique et de divers sujets selon le madh-hab malikite)
- Al I'tisâm (traitant de l'innovation en Islâm)
- Kitâb Ul Majâlis (qui inclut un commentaire du Kitab Ul Biyû' du Sahîh Al Bukhârî)
- Al Maqâsid Ush Shâfiyyah Fî Sharh Kulâsât Ul Kâfiyyah (commentaire de la °Alfiyyah de l'Imâm Ibn Mâlik)
- Sharh Jalîl 'Alâ Khulâsât

Il écrivit également deux livres qui se perdirent durant la vie de l'Imâm Ash Shâtibî :
- Al Ittifâq Fî 'Ilm Ul Ishtiqâq
- °Usûl Un Nahû

## Les «Objectifs supérieurs de la Charia»
Dans son ouvrage Al Muwâfaqât Fî °Usûl Ish Sharî'ah, Ash Shâtibî entreprend, dans un exercice de rationalisation, de définir les objectifs supérieurs de la législation islamique (ou Maqasid Al-Sharia) qui sont au nombre de 5, : 
1. La préservation de la religion (dîn).
2. La protection de la vie humaine (nafs (en)).
3. La protection de l'intelligence humaine, de la raison ('aql).
4. La protection des biens (mâl). 
5. La protection de la filiation (nasl).